# Dolf van der Scheer
Adolph Frederik „Dolf“ van der Scheer (* 18. April 1909 in Zutphen; † 31. August 1966 in Rotterdam) war ein niederländischer Eisschnellläufer.

## Werdegang
Van der Scheer startete international erstmals bei der Mehrkampf-Europameisterschaft 1928 in Oslo, beendete den Wettbewerb aber vorzeitig. Im folgenden Jahr wurde er niederländischer Meister und Vierter bei der Mehrkampf-Europameisterschaft in Davos. Im Winter 1929/30 holte er bei der Mehrkampf-Weltmeisterschaft 1930 in Oslo und bei den Academic World Games in Davos jeweils die Bronzemedaille. Zudem errang er bei der Mehrkampf-Europameisterschaft 1930 in Trondheim den vierten Platz. Im folgenden Jahr gewann er bei der Mehrkampf-Europameisterschaft in Stockholm die Bronzemedaille und kam bei der Mehrkampf-Weltmeisterschaft in Helsinki auf den fünften Platz. Im Jahr 1933 wurde er erneut niederländischer Meister im Mehrkampf. In der Saison 1935/36 lief er nach Platz 13 bei der Mehrkampf-Europameisterschaft 1936 in Oslo, bei der Mehrkampf-Weltmeisterschaft 1936 in Davos auf den 16. Platz und bei den Olympischen Winterspielen 1936 in Garmisch-Partenkirchen auf den 16. Platz über 10.000 m, auf den 14. Rang über 500 m, auf den zehnten Platz über 5000 m, sowie auf den neunten Platz über 1500 m. In den folgenden Jahren errang er bei der niederländischen Meisterschaft 1940, den vierten Platz und 1941 den siebten Platz.

## Persönliche Bestleistungen
| Disziplin | Zeit        | Datum           | Ort                    |
| --------- | ----------- | --------------- | ---------------------- |
| 500 m     | 44,3 s      | 25. Januar 1936 | Oslo                   |
| 1000 m    | 1:33,8 min  | 10. Januar 1930 | Davos                  |
| 1500 m    | 2:18,9 min  | 21. Januar 1933 | Davos                  |
| 5000 m    | 8:34,6 min  | 21. Januar 1933 | Davos                  |
| 10.000 m  | 18:04,9 min | 6. Februar 1936 | Garmisch-Partenkirchen |